# Bjørkelangen (localitate)
Bjørkelangen este o localitate din comuna Aurskog-Høland, provincia Akershus, Norvegia, cu o suprafață de 2,63 km² și o populație de 2.966 locuitori (2013).